# 킥보드

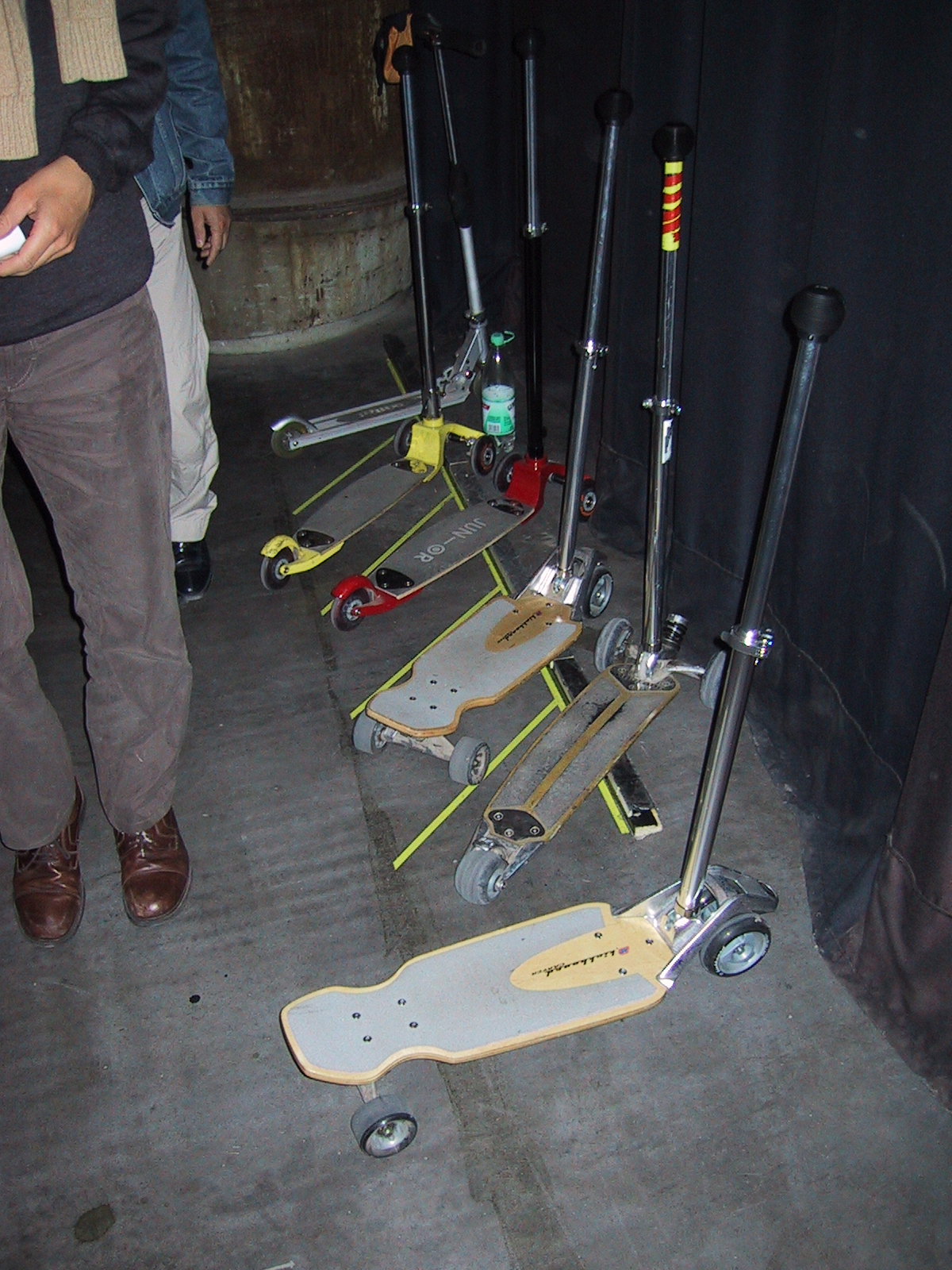
다양한 2륜, 3륜, 4륜 킥보드

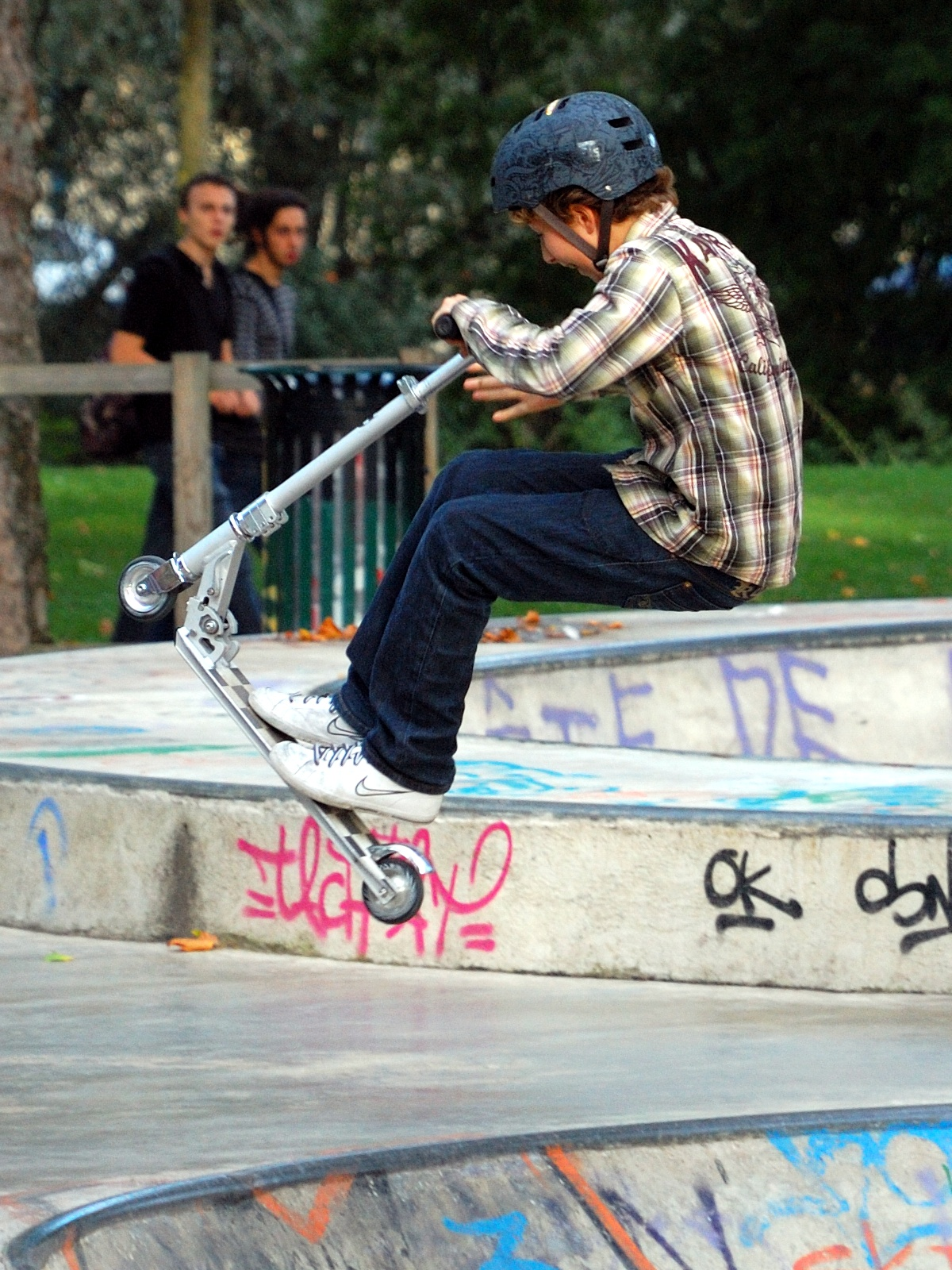
스케이트보드장에서 킥 스쿠터를 타고 있는 소년

킥보드(kickboard)는 보드 모양으로 판에 손잡이가 달린 탈것의 일종이다. 정통 영어에서는 킥 스쿠터(영어: kick scooter 또는 scooter)라고 한다. 두 손으로 핸들을 잡고 한쪽 발을 발판 위에 올린 뒤 다른 한쪽 발로는 땅을 차면서 타게 되어 있다.
1990년대 후반 스위스에서 빔 오우보터가 소형 접이식 스쿠터를 개발하고 마이크로 모빌리티 시스템스를 설립하고 유럽에서 "킥보드"라는 상품으로 판매했다

## 역사

### 초기 킥보드

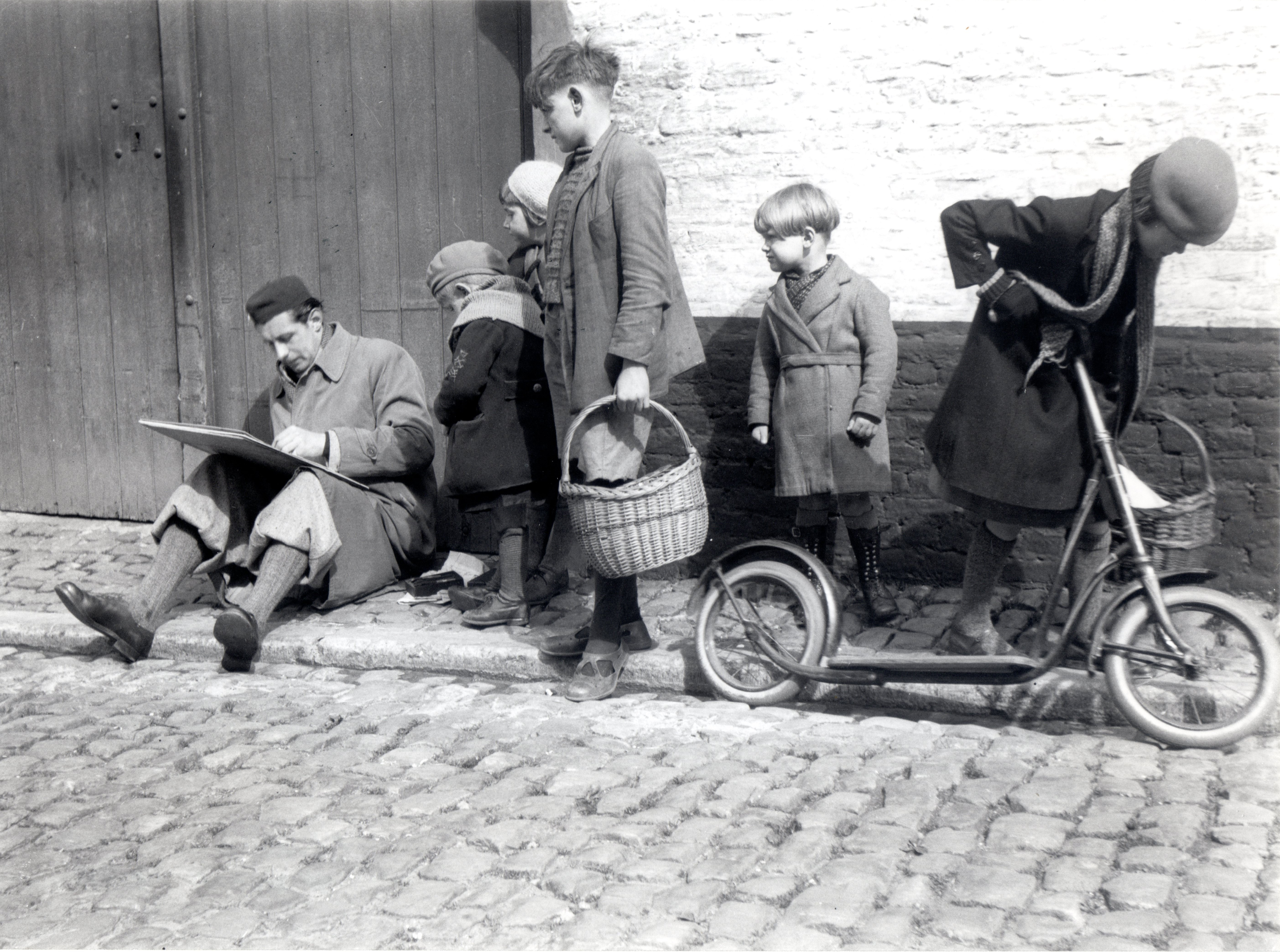
벨기에 디스트에서 킥보드를 타는 소년 사진. 1936년

킥보드는 적어도 100년 전 유럽과 미국의 산업 도시 지역에서 종종 어린이들이 도로에서 배회할 수 있는 놀이용 제품으로 수제로 만들어졌다. 그러나 현재는 파생형 모델이 많이 나와 있다. 그중에는 스턴트 용으로 사용이 되는 스턴트 스쿠터가 있는데 바퀴가 작아 속도가 쉽게 안나고 탑승감이 좋지 않지만 무게가 가벼운 것이 장점이다. 보통 가격이 비싼 경우가 많은데 고강도의 강화금속을 사용하기 때문이다. 이 외에도 더트스쿠터 등 산악과 험로 주행을 위한 스쿠터도 있는데 탑승감은 다른 킥 스쿠터에 비해 월등히 좋으나 속도가 빠르게 나지 않고 스턴트 또한 가능하나 무게가 무거워서 잘 되지 않는다.

## 같이 보기
- 스쿠터링